# 三墩土家族乡
三墩土家族乡，是中华人民共和国四川省达州市宣汉县下辖的一个乡镇级行政单位。

## 行政区划
三墩土家族乡下辖以下地区：
育英社区、大河坝村、龙洞村、月亮村、燕河村、大窝村、龙虎村和梨树村。